# Oliarus speciosa
Oliarus speciosa är en insektsart som beskrevs av Matsumura 1914. Oliarus speciosa ingår i släktet Oliarus och familjen kilstritar. Inga underarter finns listade i Catalogue of Life.